# Yuval Lapide
Yuval Lapide (* August 1961 in Jerusalem) ist ein jüdischer Religionswissenschaftler und der einzige Sohn der jahrzehntelang im jüdisch-christlichen Dialog europaweit tätigen, jüdischen Religionswissenschaftler Pinchas und Ruth Lapide. Seit dem Tod des Vaters (gestorben 1997) setzen er und seine Mutter (gestorben 2022) die Arbeit für das Anliegen seines Vaters fort.

## Leben
Yuval Lapides Muttersprache ist neben Deutsch Hebräisch, anders als bei seinen Eltern, die im deutschsprachigen Raum geboren, aufgewachsen und 1938 vor der Shoa nach Palästina geflohen waren. Mit der Bundesrepublik Deutschland kam Yuval Lapide erstmals im Alter von acht Jahren in Berührung, als er von 1969 bis 1971 seinen Vater bei dessen Versöhnungsarbeit begleitete.
Nachdem Lapides Eltern weltweit mehrere Lehraufträge als Religionswissenschaftler erhielten, insbesondere in den USA und Deutschland, entschieden sie sich 1974 für die dauerhafte Rückkehr nach Deutschland und wählten Frankfurt am Main als neue Wahlheimat. Den Aussagen der Mutter zufolge reifte der Entschluss damals mit dem Gefühl „Wenn nicht wir, wer dann, um die Menschen dort aufzuklären, wo die Wurzel des Übels war und eine Versöhnung zwischen Christen und Juden dringender denn je gebraucht wird, damit sich solch ein Übel niemals wiederhole“. So emigrierte Yuval Lapide mit 13 Jahren an der Seite seiner Eltern nach Deutschland, beendete in Frankfurt seine gymnasiale Oberstufe, studierte auf Wunsch der Mutter an der Goethe-Universität Frankfurt Betriebswirtschaftslehre und arbeitete langjährig als Dipl.-Betriebswirt einer Bank. Nebenbei studierte er Judaistik.
Im Jahr 1995 verlegte Yuval Lapide sich intensiver auf den jüdisch-christlichen Dialog. Er wollte in die Fußstapfen seines Vaters treten, der einer der Wegbereiter des jüdisch-christlichen Dialoges in Europa war. Yuval Lapide verabschiedete sich in der Folge aus der Bankenwelt und studierte an den jüdischen Hochschulen in New York, London, Paris, Strasbourg und Jerusalem rabbinische Bibelexegese sowie mittelalterliche Jüdische Philosophie und Mystik. Seinen Schwerpunkt bildeten der Chassidismus und die Kabbala, deren Lehren er in seinen Seminaren und Vorträgen bei katholischen, evangelischen und freikirchlichen Pfarrgemeinden des gesamten deutschsprachigen Raumes vermittelt.
2010 heiratete Yuval seine Frau Barbara Debora Lapide, die aus ihrer evangelischen Herkunft zum Judentum übertrat. Sie unterstützt ihn in seiner Arbeit des jüdisch-christlichen Dialogs. Sie lernten sich durch seine Seminararbeit kennen. Debora war von den Erkenntnissen, die sie durch die Bücher ihres Schwiegervaters Pinchas sowie durch Yuvals Expertise erfuhr, tief überzeugt und angeregt, die jüdischen Wurzeln des christlichen Glaubens weiter zu tragen.
Lapide bezeichnet seine theologische Arbeit gerne als spirituell-theologischen Brückenbau zwischen Orient und Okzident und sich selbst als rabbinischen Bibel-Exegeten, der im Geiste der großen rabbinischen Persönlichkeiten das Erste und das Zweite Testament den „Heidenchristen“ auslegt. Immer geht es ihm darum, in der Tradition seines Vaters lernwilligen Christen ihre tiefe Verwurzelung im Judentum aufzuzeigen, ohne eine Grenzverwischung oder gar Konversion zu beabsichtigen.

## Werke
- Das Herz der Kabbala. Mystische Weisheiten für jeden Tag des Jahres. O.W. Barth Verlag, 2011, ISBN 978-3-426-29198-6.
- Ohne Wurzelsaft keine Baumkraft. Die wegweisende Theologie dreier großer deutsch-jüdischer Brückenbauer Franz Rosenzweig – Martin Buber –  Schalom Ben-Chorin. Verlag Sankt Michaelsbund, 2014, ISBN 978-3-943135-24-4.
- Mit dem neuen Herzen denken: Ein Jude und eine Christin entdecken den Propheten Ezechiel (Deutsch) Gebundenes Buch – 15. September 2018; von Yuval Lapide (Autor), Christel Holl (Illustrator), Beuroner Kunstverlag
- Jüdische Lebensweisheiten, Ein Camino-Buch aus der © Verlag Katholisches Bibelwerk GmbH, Stuttgart, 2019; ISBN 978-3-96157-105-5